# 紀元前193年
紀元前193年（きげんぜん193ねん）は、ローマ暦の年である。ローマ建国紀元561年、ルキウス・コルネリウス・メルラとクィントゥス・ミヌキウス・テルムスが執政官の年。

## 他の紀年法
- 干支 : 戊申
- 日本
  - 孝元天皇22年
  - 皇紀468年
- 中国
  - 前漢 : 恵帝2年
- 朝鮮
  - 檀紀2141年
- 仏滅紀元 : 352年
- ユダヤ暦 : 3568年 - 3569年

## できごと

### ギリシア
- カルネアデスはキュレネからアテネに移動し、3つ目のアカデミーを創設した。

### エジプト
- アンティオコス3世とラオディケ3世の娘クレオパトラ1世は、エジプトのファラオプトレマイオス5世と結婚した。

### 共和政ローマ
- 両執政官はボイイ族、リグリア人に対する作戦を行った[1]。
- 護民官マルクス・センプロニウス・トゥディタヌス (紀元前185年の執政官)が、同盟市市民とラテン人の貸し付けの利息にローマ市民と同じ法を適用する法案を成立させた[2]。
- カルタゴとマシニッサの国境紛争解決のため、スキピオ・アフリカヌス、ガイウス・コルネリウス・ケテグスらが派遣された[2]。
- アンティオコス3世の元にプブリウス・スルピキウス・ガルバ・マクシムス、プブリウス・ウィッリウス・タップルス、プブリウス・アエリウス・パエトゥス (紀元前201年の執政官)が派遣され、後に彼らに加わったスキピオ・アフリカヌスは、エペススでハンニバルと会話したとされる[3]。

## 死去
- 蕭何:前漢の政治家